# Eulepidotis nicaea
Eulepidotis nicaea là một loài bướm đêm trong họ Erebidae.